# 車臣-印古什蘇維埃社會主義自治共和國
車臣-印古什蘇維埃社會主義自治共和國是俄罗斯苏维埃联邦社会主义共和国自治共和国之一，曾存在過2次，第1次是在1934年—1944年(後因斯大林以車臣人、印古什人叛國取消)，第2次是在1957年—1991年。在歷史上曾多次改名。現在車臣-印古什蘇維埃社會主義自治共和國分裂為車臣共和國、印古什共和國。這裡的主要人口包括車臣人、俄羅斯人、印古什人。面積19300平方公里。首都格羅茲尼。